# 이중화 (언어학자)
이중화(李重華, 1881년 9월 26일~?)는 한국의 언어학자이다. 호는 동운(東芸)이다.

## 생애
1929년에 조선어연구회 소속으로 활동하며 《조선어사전》 편찬집행위원을 맡았다. 1936년에 조선어학회(朝鮮語學會) 사무원으로 근무하면서 1942년까지 조선어사전 편찬작업에 종사하다 조선어학회 사건에 연루되어 체포되었다.
광복 후에는 국학대학장, 재단법인 한글학회 대표이사를 지내다가 6·25 전쟁 때 납북되었다.